# Jim Hughes
Jim Hughes, född 13 maj 1918 i USA, död 10 december 2001 i Stockholm, var en amerikansk konstnär, författare och skådespelare. Han är även känd under namnet James Hughes.
Hughes deltog i några svenska filmer mellan 1965 och 1987. Han verkade även som konstnär samt skrev och tecknade boken Ny illustrerad amerikansk historia (1973).

## Filmografi
- 1965 – Att angöra en brygga
- 1975 – Ägget är löst!
- 1978 – Picassos äventyr
- 1983 – P&B
- 1987 – Jim och piraterna Blom